# Agoerodes squamosus
Agoerodes squamosus är en nattsländeart som beskrevs av Martin E. Mosely 1949. Agoerodes squamosus ingår i släktet Agoerodes och familjen kantrörsnattsländor. Inga underarter finns listade i Catalogue of Life.